# 대흥산성
대흥산성(大興山城)은 조선민주주의인민공화국의 국보 제126호로, 황해북도 개풍군 영북면에 있는 성이다.
북문·남문·동문·서문·소동문(小東門)·소서문(小西門) 등 총 6개의 문이 존재한다. 천마산성, 성거산성이라고도 부르며, 고려 때에는 피란성(避亂城)으로 알려져 있다. 조선 후기에 유혁연(柳赫然)이 이후 중건했다.

## 같이 보기
- 분류:조선민주주의인민공화국의 유적